# Hwang In-beom
Hwang In-beom (koreanisch 황인범; Hanja: 黃仁範; * 20. September 1996 in Daejeon) ist ein südkoreanischer Fußballspieler, der seit 2024 bei Feyenoord Rotterdam unter Vertrag steht. Der Mittelfeldspieler ist seit September 2018 südkoreanischer Nationalspieler.

## Karriere

### Verein
Der in Daejeon geborene Hwang In-beom entstammt der Nachwuchsabteilung des lokalen Franchise Daejeon Citizen, wo er zum Spieljahr 2015 in die erste Mannschaft des Erstligisten befördert wurde. Am 21. März 2015 (3. Spieltag) debütierte er bei der 0:5-Auswärtsniederlage gegen Jeju United in der höchsten südkoreanischen Spielklasse und stand in dieser Partie bereits über die volle Spieldistanz auf dem Platz. In den nächsten Wochen kam der junge Mittelfeldspieler sporadisch zu Einsatzzeit. Am 30. Mai (13. Spieltag) erzielte er bei der 1:2-Auswärtsniederlage gegen die Pohang Steelers sein erstes Ligator und wurde damit mit 18 Jahren und 253 Tagen zum jüngsten Ligatorschützen in der Historie der Daejeon Citizen. In den nächsten Wochen etablierte er sich als Stammkraft, stand jedoch mit dem Verein beständig auf dem letzten Tabellenrang. Die Spielzeit endete für Hwang nach 14 Ligaeinsätzen und vier Toren vorzeitig am 12. Juli (22. Spieltag), als er sich beim Heimspiel gegen die Jeonnam Dragons in der ersten Halbzeit einen Ermüdungsbruch am linken Zeh zuzog. Diese Verletzung setzte ihn für mehrere Monate außer Gefecht, womit er am letztlich erfolglosen Kampf gegen den Abstieg in die zweitklassige K League Challenge nicht mehr teilnehmen konnte. In der nächsten Saison 2016 kämpfte er sich erfolgreich in die Startformation zurück und absolvierte insgesamt 35 Ligaspiele, in denen ihm fünf Tore und genauso viele Vorlagen gelangen. Im darauffolgenden Spieljahr 2017 sammelte er in 32 Ligaeinsätzen vier Treffer und vier Torvorlagen.
Zur nächsten Saison 2018 ließ er sich in den
Militärdienst einberufen und begann beim Ligakonkurrenten Asan Mugunghwa FC zu spielen, bei welchem Eingezogene in der Zeit des Dienens spielen konnten. Sein erstes Spiel bestritt er am 4. März 2018 (1. Spieltag) beim 1:0-Heimsieg gegen die Ansan Greeners und bereits sechs Tage später (2. Spieltag) traf er beim 2:0-Heimsieg gegen den Suwon FC erstmals. Beim Verein aus Asan entwickelte er sich zur absoluten Stammkraft im Mittelfeld, konnte aber nach der erfolgreichen Teilnahme an den Asienspielen 2018 vorzeitig aus seinem Militärdienst ausscheiden und damit wieder zu Daejeon Citizen zurückkehren. In dieser Spielzeit bestritt er für beide Vereine insgesamt 25 Ligaspiele, in denen ihm drei Tore und genauso viele Vorlagen gelangen.
Am 30. Januar 2019 wechselte Hwang zur MLS-Franchise Vancouver Whitecaps, wo er einen Zweijahresvertrag mit Option auf zwei weitere Jahre unterzeichnete. Am 3. März 2019 (1. Spieltag) gab er bei der 2:3-Heimniederlage gegen Minnesota United sein Ligadebüt. Seinen ersten Treffer markierte er am 18. April (8. Spieltag) beim 1:0-Heimsieg gegen den Los Angeles FC. In dieser Spielzeit 2019 kam er in allen 34 Ligaspielen der Auswahl zum Einsatz, in denen ihm zum zweiten Mal in Folge drei Tore und drei Vorlagen gelangen. Aufgrund der COVID-19-Pandemie absolvierte er bis zu seinem Wechsel in der nächsten Saison 2020 nur zwei Ligaspiele.
Am 14. August 2020 schloss er sich dem russischen Erstligisten Rubin Kasan an, wo er mit einem Dreijahresvertrag ausgestattet wurde. Acht Tage später (4. Spieltag) lief er beim 2:1-Auswärtssieg gegen ZSKA Moskau erstmals im Trikot der Kamni auf. Erstmals traf er vier Tage später beim 3:0-Heimsieg gegen den FK Ufa.
Im April 2022 wechselte er auf Leihbasis zum koreanischen Fußballklub FC Seoul.
Nach einem Jahr bei Olympiakos Piräus wechselte er im September 2023 zum FK Roter Stern Belgrad.
Nach einer weiteren Saison schloss er sich Feyenoord Rotterdam an, wo er einen Vertrag bis 2028 unterzeichnete.

### Nationalmannschaft
Mit der südkoreanischen U23-Nationalmannschaft nahm Hwang an den Asienspielen 2018 in Indonesien teil. Beim Turnier kam er in sechs Spielen zum Einsatz, bereitete zwei Tore vor und gewann mit der Auswahl die Goldmedaille.
Nur acht Tage nach dem Titelgewinn bestritt Hwang beim 2:0-Testspielsieg gegen Costa Rica sein Debüt in der A-Nationalmannschaft, als er in der 80. Spielminute für Nam Tae-hee eingewechselt wurde. Einen Monat später gelang ihm beim 2:2-Unentschieden im freundschaftlichen Test gegen Panama sein erstes Länderspieltor. Im Januar 2019 nahm er mit der Auswahl an der Asienmeisterschaft 2019 in den Vereinigten Arabischen Emiraten teil, wo er in allen fünf Partien der Südkoreaner zum Einsatz kam und mit der Mannschaft im Viertelfinale gegen den späteren Sieger Katar ausschied. Im Dezember 2019 gewann er mit Südkorea die Ostasienmeisterschaft 2019 im eigenen Land, wo er mit zwei Toren in drei Spielen beeindrucken konnte und zum besten Spieler des Turniers ausgezeichnet wurde.
Bei der Weltmeisterschaft 2022 stand er im südkoreanischen Kader und bestritt alle Gruppenspiele sowie das Achtelfinale gegen Brasilien.

## Erfolge

### Nationalmannschaft
Südkorea U23
- Goldmedaille bei den Asienspielen: 2018

Südkorea
- Ostasienmeister: 2019

### Individuelle Auszeichnungen
- K League 2 Best XI: 2016, 2017, 2018
- Ostasienmeisterschaft Bester Spieler: 2019